# 橘弟氏
橘 弟氏（たちばな の おとうじ）は、平安時代初期の貴族。名は乙氏とも記される。参議・橘奈良麻呂の孫で、内舎人・橘清友の子。仁明天皇の外叔父。官位は従四位上・右京大夫。

## 経歴
弘仁10年（819年）従五位下に叙爵。
嵯峨天皇の皇后であった橘嘉智子の兄弟として嵯峨朝で昇進して蔵人頭を務めた兄・氏公とは対照的に、弟氏は天長2年（825年）従五位上、天長4年（827年）正五位下、天長8年（831年）従四位下と淳和朝にて順調に昇進を果たし、天長9年（832年）には蔵人頭に任ぜられている。
天長10年（833年）仁明天皇の即位に伴い従四位上に叙せられる一方で、蔵人頭の官職は天皇に近い藤原良房・安倍安仁に交替する。承和6年（839年）右京大夫に任ぜられるが、翌承和7年（840年）4月5日卒去。最終官位は右京大夫従四位上。

## 官歴
注記のないものは『六国史』による。
- 弘仁10年（819年） 正月7日：従五位下
- 天長2年（825年） 正月4日：従五位上
- 天長4年（827年） 2月28日：正五位下
- 天長8年（831年） 正月4日：従四位下
- 天長9年（832年） 4月：蔵人頭[1]
- 天長10年（833年） 3月6日：従四位上
- 承和6年（839年） 10月25日：右京大夫
- 承和7年（840年） 4月5日：卒去（右京大夫従四位上）